# Métro léger de Dallas
Le métro léger de Dallas (ou DART Light Rail) est le réseau de métros légers de la ville de Dallas, aux États-Unis. Ouvert le 14 juin 1996, il comporte actuellement quatre lignes : la ligne verte (Green Line), la ligne bleue (Blue Line) , la ligne rouge (Red Line) et la ligne orange (Orange Line).